# Kanton Neuville-aux-Bois
Der Kanton Neuville-aux-Bois war bis 2015 ein französischer Wahlkreis im Arrondissement Orléans, im Département Loiret und in der Region Centre-Val de Loire; sein Hauptort war Neuville-aux-Bois. Vertreter im Generalrat des Départements war ab 2001 Marc Andrieu (UMP). 

## Gemeinden
Der Kanton umfasste Wahlberechtigte aus zehn Gemeinden:
| Gemeinde           | Einwohner 1. Januar 2022 | Fläche km² | Dichte Einw./km² | Code INSEE | Postleitzahl |
| ------------------ | ------------------------ | ---------- | ---------------- | ---------- | ------------ |
| Bougy-lez-Neuville | 156                      | 16,73      | 9                | 45044      | 45170        |
| Ingrannes          | 543                      | 38,98      | 14               | 45168      | 45450        |
| Loury              | 2.582                    | 34,36      | 75               | 45188      | 45470        |
| Neuville-aux-Bois  | 4.984                    | 31,74      | 157              | 45224      | 45170        |
| Rebréchien         | 1.396                    | 19,19      | 73               | 45261      | 45470        |
| Saint-Lyé-la-Forêt | 1.235                    | 27,22      | 45               | 45289      | 45170        |
| Sully-la-Chapelle  | 453                      | 26,17      | 17               | 45314      | 45450        |
| Traînou            | 3.419                    | 33,68      | 102              | 45327      | 45470        |
| Vennecy            | 2.045                    | 10,71      | 191              | 45333      | 45760        |
| Villereau          | 401                      | 9,12       | 44               | 45342      | 45170        |